# Murville
Murville é uma comuna francesa na região administrativa de Grande Leste, no departamento de Meurthe-et-Moselle. Estende-se por uma área de 5,57 km². Em 2010 a comuna tinha 252 habitantes (densidade: 45,2 hab./km²).